# 정성호 (축구 선수)
정성호(1986년 4월 7일 ~ )은 대한민국의 축구 선수이다. 충주 험멜 FC 소속으로 뛰었었다.